# CRE戦略
CRE戦略（CREせんりゃく）とは、企業不動産（Corporate Real Estate, CRE）の管理、運用に関する企業戦略のことをいう。

## 定義
日本においてまだ統一された定義はないが、国土交通省が2008年4月28日に公表している「CRE戦略を実践するためのガイドライン」では、『企業不動産について、「企業価値向上」の観点から経営戦略的視点に立って見直しを行い、不動産投資の効率性を最大限向上させていこうという考え方を示すもの』という定義が紹介されている。ここでいう「CRE」（企業不動産）とは、企業が保有及び利用する全ての不動産を指し、同省では日本のCREの資産規模を約490兆円と推計している。
一方、日経「企業と不動産」プロジェクト編 『CRE戦略　企業不動産を活かす経営』（2009年7月21日日本経済新聞出版社より出版）によれば、CRE戦略は、「長期的・全社的な経営戦略の視点に立って、企業価値最大化を目指し、その他経営資源と共に企業不動産を最適かつ効率的に運用する方針・技術」として定義されている。更に、同書では、CRE戦略の実現に必要なCREマネジメントについても、「CRE戦略の執行のため、その他経営資源と共に企業不動産が最適かつ効率的に運用されるよう、作業活動を経営管理する活動であり、同活動のために設計・運用されるプロセス、情報システム、組織の体系」と定義されている。
近年、固定資産への減損会計の導入、棚卸資産（販売用不動産）への低価法適用、賃貸等不動産の時価等の開示、資産除去債務の計上といったIFRS（国際財務報告基準）コンバージェンス（収れん）に伴うCRE関連の新会計基準の適用が相次ぎ、企業不動産の時価情報の開示と財務諸表への反映が進みつつある。こうした時価情報の開示と財務諸表への反映が進むにつれ、企業は、投資家、金融機関等を中心とした利害関係者に対して企業不動産並びにそれらの投資効率に関してより一層説明責任を負わねばならなくなってきている。更に、2015年以降導入が検討されているIFRSアドプション（強制適用）が実施されれば、更に格段に時価情報の開示と財務諸表への反映が進み、企業は益々企業不動産の投資効率を上げることが求められるようになるものと予想されている。こうした動向を踏まえ、現在、CRE戦略、CREマネジメントの企業内での構築と、これらのITによる実現、即ちCREマネジメント・システムの導入が本格化しつつある。

## 2009年から2010年の傾向
CRE戦略を取り巻く2009年から2010年の傾向としては、「CRE戦略は短期的・部分的なCREの最適化ではなく、長期的・全社的な経営戦略の視点に立ったCREの全体最適化が重要である」との論調が主流となってきている。そして、このCRE戦略の実践において、連結対象子会社及び外部委託先事業者が握っているCRE関連の全情報を集約化・一元管理し、グループ企業全体のCRE全体最適化が必要との認識が広がりつつある。
CRE戦略の実践には、CREマネジメントの仕組みの構築が必要不可欠であるが、CRE関連の情報は、非常に多面的で情報量も多い。例えば、土地･建物の情報、投資事業計画、契約情報、財務数値･管理会計数値、環境情報、リスク、法令･規制等、資産価額も高額になることもあり情報範囲は他の経営資産と比べても格段に多岐に渡る。これら情報に合わせて、現在、IFRSコンバージェンスにより強制的に評価･管理することになりつつあるCREの公正価値（時価）情報や各企業固有の投資価値を含め、あらゆるCRE情報を網羅した情報システム（CREマネジメント・システム）を導入し、CRE戦略を科学的・合理的に実践しようとする大企業が出現してきている。

## 背景
- 固定資産への減損会計の導入、棚卸資産（販売用不動産）への低価法適用、賃貸等不動産の時価等の開示、資産除去債務の計上といったIFRSコンバージェンスに伴うCRE関連の新会計基準の適用により、企業不動産の公正価値（時価）が開示され、不動産マーケットの動向、企業不動産の投資効率が直接企業の業績に影響を与えるようになってきていること。
- IFRSアドプションへのロードマップが公表されたこと。（金融庁企業会計審議会より、2009年6月16日に「我が国における国際会計基準の取扱いに関する意見書（中間報告）」が公表された。）
- 企業価値の向上と低収益不動産・遊休不動産の活用に対する競争基盤強化に向けた企業の動機が強まっていること。
- CRE関連の企業リスクとしては、価格変動リスク、コンプライアンス･リスク（設計・建築の法令違反等）、オペレーショナル･リスク（CREによる企業活動の制約等）、環境リスク（温室効果ガス、土壌汚染、アスベスト、PCB等）、カントリーリスク（海外不動産）等、様々なリスクがあることが認識されており、CRE関連のリスクに対するリスク･コントロールが企業の持続的成長に必要との認識が高まりつつある。このような状況により、CREマネジメントが企業のリスクマネジメントの一部を補完するとの認識が高まりつつあること。
- 温室効果ガス抑制と省エネルギーを目的として、以下の法令条例が施行され、CREの温室効果ガス抑制とエネルギー管理の要求は年々より高い管理水準が求められており、CREマネジメントにおいてもエネルギー管理の機能が求められるつつあること。
  - 地球温暖化対策の推進に関する法律（温対法）が改正され、平成18年4月から温室効果ガスを相当程度多く排出する者（特定排出者）に対し自らの温室効果ガスの排出量を算定し国に報告することが義務付けられた。
  - エネルギーの使用の合理化等に関する法律（省エネ法）が改正され、平成21年4月から事業者全体（本社、工場、支店、営業所、店舗等）の1年度間のエネルギー使用量（原油換算値）が合計して1,500kl以上であればそのエネルギー使用量を事業者単位で毎年国へ報告することになった。
  - その他東京都環境確保条例等、都道府県条例